# Silmarillion
Silmarillion – jedno z najbardziej znanych dzieł J.R.R. Tolkiena i jego opus magnum.

## Historia powstania
To od niego Tolkien zaczął tworzyć legendarium, których pisanie zajęło mu całe życie. Pierwsze wersje opowieści wchodzących w jego skład powstały w roku 1917 i były rozwijane z przerwami na Hobbita i Władcę Pierścieni, aż do śmierci pisarza w roku 1973. Przed śmiercią autor chciał jeszcze przeredagować dzieło, ale nie zdążył. Książka została ukończona i wydana cztery lata po śmierci autora przez jego syna Christophera, któremu w pracy nad tekstem pomagał Guy Gavriel Kay. 
J.R.R. Tolkien zamierzał pierwotnie wydać Silmarillion krótko po wydaniu Hobbita, lecz książka została odrzucona przez wydawcę. Później, po opublikowaniu Władcy Pierścieni, fani domagali się poznania historii Dawnych Dni, lecz pisarz tak argumentował niechęć wydania Silmarillionu: „[...] ani śladu hobbitów! Masa mitologii, wszędzie elfy i podniosła stylistyka…”.

## Kompozycja
Silmarillion stanowi zbiór opowieści w większości traktujących o Dawnych Dniach, czyli o Pierwszej Erze Świata. Składają się nań:
- Ainulindalë – opowieść o stworzeniu świata przez Eru Ilúvatara,
- Valaquenta – opis Valarów i Majarów, w tym Nieprzyjaciół,
- Quenta Silmarillion - przedstawia historię początków Ardy, rozpoczynającą się stworzeniem Latarni Valarów, a kończąca się na wyrzuceniu Morgotha (Melkora) poza Mury Świata pod koniec Pierwszej Ery Śródziemia. Głównym tematem księgi jest zniszczenie przez Morgotha Dwóch Drzew Valarów i Silmarillów, aczkolwiek większość narracji skupia się na wojnie Elfów z Morgothem (Wojny o Wielkie Klejnoty, czyli Silmarille) i bohaterskich czynów dokonywanych podczas niej. Sama wojna zaś była następstwem buntu Ñoldorów[3]
- Akallabêth – opisująca upadek Númenoru,
- Pierścienie Władzy i Trzecia Era – opowieść, która streszcza pokrótce wydarzenia z Trzeciej Ery, częściowo opisane w powieści Władca Pierścieni.

Silmarillion został wydany w Polsce po raz pierwszy w roku 1985, w przekładzie Marii Skibniewskiej.